# Cantón de Chantelle
El cantón de Chantelle (en francés: canton de Chantelle) era una división administrativa francesa, que estaba situada en el departamento de Allier, de la región de Auvernia.

## Composición
El cantón estaba formado por quince comunas:
- Barberier
- Chantelle
- Chareil-Cintrat
- Charroux
- Chezelle
- Deneuille-lès-Chantelle
- Étroussat
- Fleuriel
- Fourilles
- Monestier
- Saint-Germain-de-Salles
- Target
- Taxat-Senat
- Ussel-d'Allier
- Voussac

## Supresión del cantón
En aplicación del decreto n.º 2014-265 del 27 de febrero de 2014, el cantón de Chantelle fue suprimido el 1 de abril de 2015 y sus 15 comunas pasaron a formar parte del nuevo cantón de Gannat.